# Euxoa mcdunnoughi
Euxoa mcdunnoughi är en fjärilsart som beskrevs av Cook 1930. Euxoa mcdunnoughi ingår i släktet Euxoa och familjen nattflyn. Inga underarter finns listade i Catalogue of Life.